# Сєров Олексій Олексійович
Олексій Олексійович Сєров (нар. 1918, Харків — пом. невідомо) — український футболіст і тренер.
В 30-х роках захищав кольори харківського «Спартака». Найрезультативніший гравець команди в сезоні-38, коли команда дебютувала в елітній лізі радянського футболу. Два роки виступав за аматорську команду московського ЦБЧА. Наприкінці війни перейшов до складу іншої команди з цього міста — «Локомотива».
1947 року повернувся до Харкова і протягом шести сезонів виступав у складі «залізничників» — найсильнішої команди міста повоєнного часу. Переможець другого дивізіону 1948 і 1952 років. Всього за кар'єру провів 242 лігових матчів (26 голів), у тому числі в класі «А» — 102 матчі (13 голів).
Захищав кольори хокейної команди харківського «Локомотива», яка виступала в другому дивізіоні з сезону 1947/48.
З 1960 по 1962 рік входив до тренерського штабу харківського «Авангарда».
Статистика виступів у чемпіонатах СРСР:
| Сезон        | Команда       | Ліга         | І   | Г  |
| ------------ | ------------- | ------------ | --- | -- |
| 1937         | «Спартак» Х   | Д-3          | 7   | 3  |
| 1938         | «Спартак» Х   | Д-1          | 18  | 8  |
| 1939         | «Спартак» Х   | Д-2          | 21  | 8  |
| 1945         | «Локомотив» М | Д-1          | 21  | 0  |
| 1946         | «Локомотив» М | Д-2          | 23  | 0  |
| 1947         | «Локомотив» Х | Д-2          | 22  | 1  |
| 1948         | «Локомотив» Х | Д-2          | 15  | 1  |
| 1949         | «Локомотив» Х | Д-1          | 29  | 1  |
| 1950         | «Локомотив» Х | Д-1          | 34  | 4  |
| 1951         | «Локомотив» Х | Д-2          | 30  | 0  |
| 1952         | «Локомотив» Х | Д-2          | 22  | 0  |
| Усього в Д-1 | Усього в Д-1  | Усього в Д-1 | 102 | 13 |